# Abu Sayyaf

Abu Sayyaf

Abu Sayyaf (tiếng Ả Rập: جماعة أبو سياف; Jamāʿah Abū Sayyāf, ASG) là chi nhánh Đông Á của Tổ chức khủng bố IS, một trong các nhóm quân sự Hồi giáo dòng Sunni đặt căn cứ tại Jolo và Basilan, miền Tây Philippines. Abu Sayyaf là tổ chức nhận được sự tham gia đông đảo của người Moro với hy vọng giành độc lập trong suốt 30 năm. Tên của nhóm bắt nguồn từ tiếng Ả Rập ابو, abu ("bố của") và sayyaf ("đúc kiếm"). Nhóm này tự gọi mình là "Al-Harakat Al-Islamiyya" hay "Phong trào Hồi giáo".
Kể từ khi thành lập vào đầu thập niên 1990, nhóm Abu Sayyaf đã thực hiện các vụ đánh bom, bắt cóc, ám sát và tống tiền trong những gì mà họ mô tả là cuộc chiến để lập ra một địa phận Hồi giáo độc lập tại Philippines.
- Tư tưởng: Abu Sayyaf mưu cầu việc thành lập một thể chế chính trị thần quyền Hồi giáo theo kiểu Iran tại miền nam Philippines.[9]
- Nhân lực: Lực lượng Abu Sayyaf tại Basilan và tại bán đảo Zamboanga được cho là dưới 500 người vào tháng 6 năm 2003, giảm so với trên 1.000 người một năm trước đó.
- Trang bị: Abu Sayyaf chủ yếu sử dụng lựu đạn, bom (thiết bị nổ tự tạo và mìn), súng máy, súng trường, súng phóng tên lửa và các loại vũ khí khác.

Bộ Ngoại giao Hoa Kỳ đã đưa Abu Sayyaf vào danh sách các nhóm khủng bố. Năm 2002, chống lại Abu Sayyaf trở thành một nhiệm vụ trong Chiến dịch Tự do Vĩnh viễn của Hoa Kỳ và là một phần trong Chiến tranh chống khủng bố của Hoa Kỳ.